# Kaple Nejsvětější Trojice (Lhotky)
Kaple Nejsvětější Trojice na Lhotkách je jednolodní neorientovaná kaple.

## Historie
Kaple z 18. století je postavena na svahu nad západním okrajem obce. Poslední rekonstrukce kaple proběhla v letech 1999–2008.

## Architektura
Obdélná stavba s polokruhovým závěrem, zastřešená plechem, sklenutá hladce křížem, s šestibokou vížkou. Stěny jsou hladké, vchod polokruhový. Nad vchodem je štítek dělený pilastry s římsou a výklenkem uprostřed.

## Bohoslužby
Pouť se koná v neděli po slavnosti Nejsvětější Trojice v 15.00.

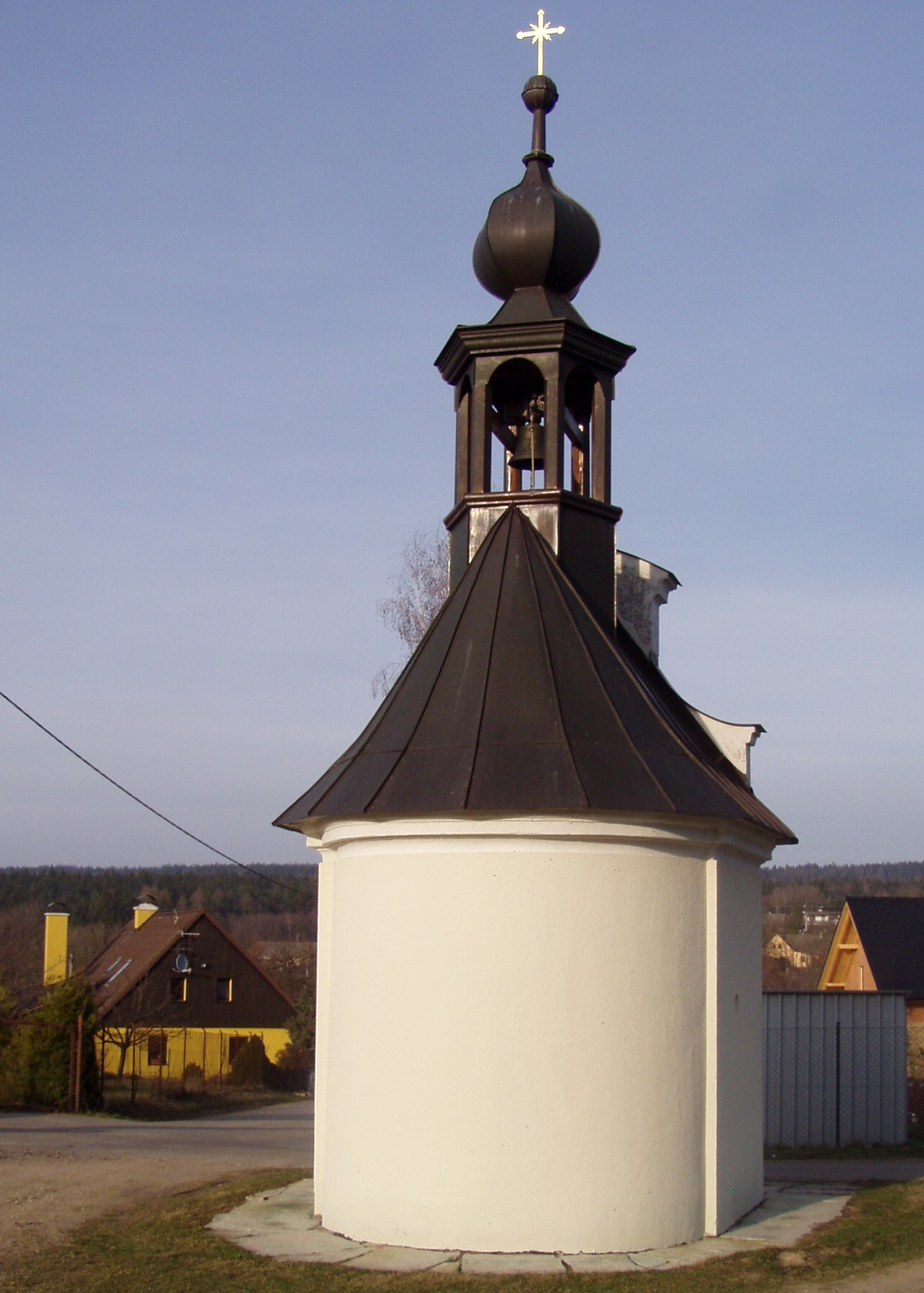
Kaple zezadu
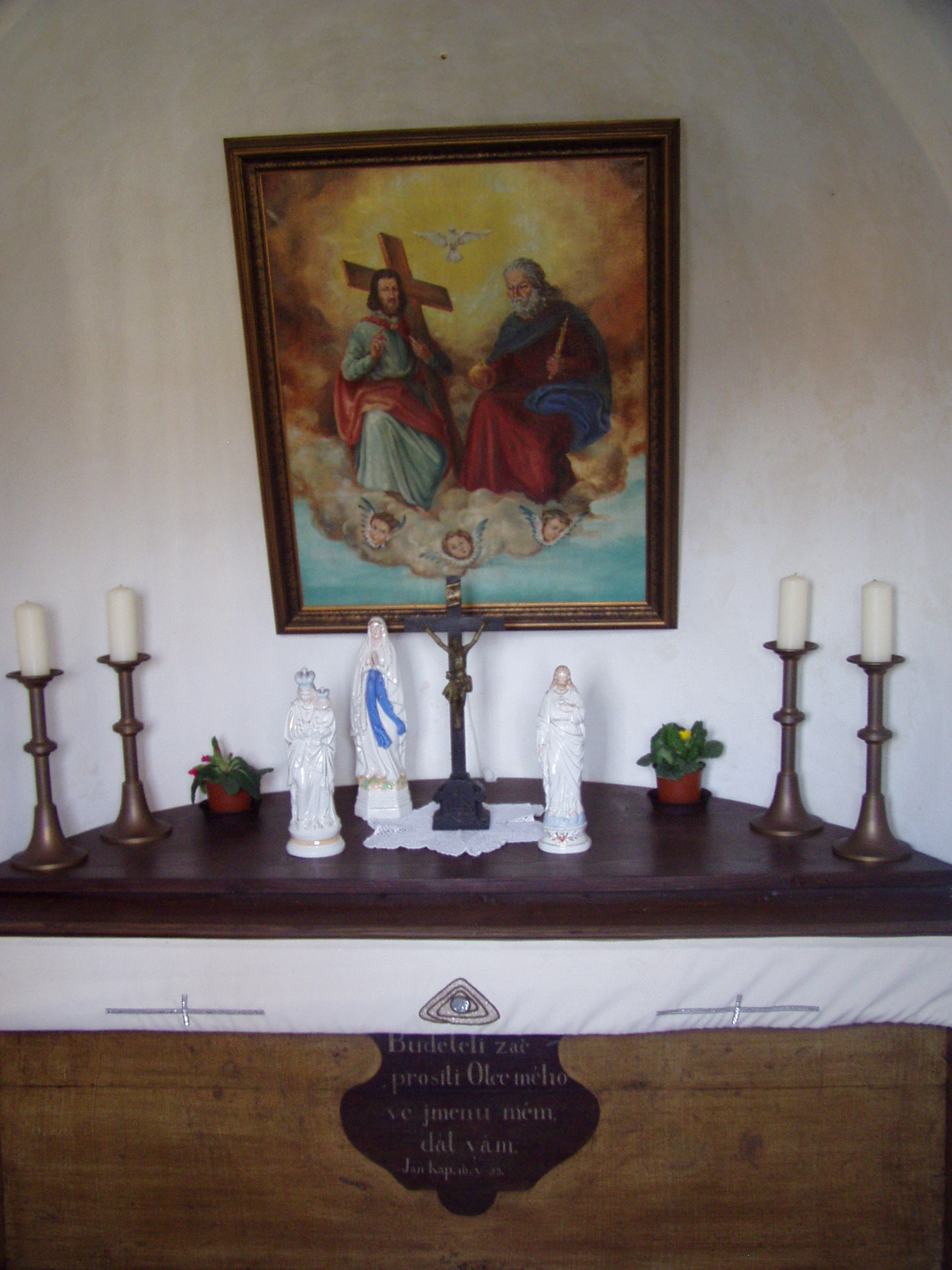
Interiér